# بنفش تند بر خاکستری
بنفش تند بر خاکستری مجموعه شعری است از هوشنگ ایرانی که در شهریور ۱۳۳۰، در ۲۰۰ نسخه و در ۶۳ صفحه منتشر شد.
این کتاب، اولین مجموعه شعر هوشنگ ایرانی و از مطرح‌ترین مجموعه‌های منتشره در سال ۱۳۳۰ است. از پنج مجموعهٔ شعر نو سال سی دو کتاب قطعنامه و «بنفش تند بر خاکستری» شعر منثور بودند؛ اگرچه به‌جز «بنفش تند بر خاکستری» جملگی به‌نوعی زیر نفوذ نیما هستند.
کتاب «بنفش تند بر خاکستری» کتاب بسیار مهمی در تاریخ شعر معاصر فارسی است؛ چرا که آغازگر گفتمان جدیدی در شعر است. پس از این کتاب، ترکیب «جیغ بنفش» بدل به اصطلاحی برای نامیدن هر شعر متفاوت و غیرمتعارف و - فراتر از این طبقه‌بندی - هر امر درک‌نشده می‌شود.

## پی‌نوشت
1. ↑  جواهری گیلانی، تاریخ تحلیلی شعر نو، ۱:‎ ۴۹۸.
2. ↑  جواهری گیلانی، تاریخ تحلیلی شعر نو، ۱.
3. ↑  جواهری گیلانی، تاریخ تحلیلی شعر نو، ۱.
4. ↑  آزرم، «شکوه شکفتن بر تو باد»، روزنامهٔ همشهری.
5. ↑  «ایرانی، هوشنگ. بنفش تند بر خاکستری: چند شعر. تهران: (ناشر مؤلف)، شهریور ۱۳۳۰». بایگانی‌شده از اصلی در ۱ اكتبر ۲۰۱۱. دریافت‌شده در ۳۱ اوت ۲۰۱۱. تاریخ وارد شده در |archive-date= را بررسی کنید (کمک)